# Jeremy Davis
Jeremy Clayton Davis (North Little Rock, Arkansas, 8 de febrero de 1985) es un músico estadounidense, exbajista de la agrupación de pop punk Paramore. El 14 de diciembre de 2015 se publicó un comunicado mediante la página oficial de Paramore en Facebook en donde se da a conocer la salida de Jeremy Davis de la agrupación.

## Biografía
Comenzó su carrera musical junto con Hayley Williams (a la cual conoció en el instituto en que ambos concurrían) y su amigo Kimee Read participando de una banda de música funk realizando tributos bajo el nombre de The Factory. Dicha banda no duró mucho, debido a que Hayley trabajaba en escribir canciones para otra banda en la que estaban los hermanos Farro. En 2004, formaron oficialmente Paramore junto con Hayley Williams (voz), Josh Farro (guitarra líder y coros), Zac Farro (batería), y con la posterior adición del guitarrista rítmico Jason Bynum, vecino de Hayley. Cuando Davis llegó a la banda, se sorprendió por la corta edad de doce años que tenía, en ese tiempo, el baterista Zac Farro; e incluso en primera instancia admitió que «tenía muy poca fe en el futuro de la banda a causa de la edad de Zac». También comentó que creyó que la idea de formar una banda no resultaría ya que él mismo «era demasiado joven». Sin embargo, después del primer ensayo dijo estar muy sorprendido. Al inicio de su carrera en la banda, la dejó por problemas personales. Paramore grabó el disco "All We Know Is Falling" sin él, por eso en la portada del disco hay una sombra que representa su partida, e incluso dedicaron la canción All We Know a este hecho. 
El mismo año la banda le pidió que regresara, y aceptó volver luego de 5 meses. Los siguientes Riot! (2007) y Brand New Eyes (2009) fueron grabados con Jeremy dentro de la banda.
El 30 de septiembre de 2011 Davis se casó con la quien hasta ese momento había sido su novia, Kathryn Camsey. El 10 de agosto de 2013, por medio de Twitter, Jeremy confirmó que están esperando su primera hija, la cual nació el día 28 de diciembre de ese mismo año. Debido al nacimiento de su hija, Davis estuvo ausente en varios conciertos de Paramore durante diciembre de ese año, por lo que fue temporalmente reemplazado por Justin Meldal-Johnsen.
El 14 de diciembre de 2015, Paramore anunció mediante un comunicado que Jeremy dejaba la banda sin aclarar los motivos de su deserción. Poco después, en marzo de 2016, se conoció a través de varios portales de prensa musical que Davis y Paramore se encontraban en medio de una disputa legal, principalmente porque Davis no sería acreditado como un integrante sino como un "ex empleado" de Paramore y porque no se le habrían dado los créditos correspondientes en las composiciones musicales de la banda, particularmente, en el disco Paramore (2013).

## Estilo e influencias musicales
El bajista ha citado entre sus bandas favoritas a  Deftones, Death Cab for Cutie, Thrice, Sigur Ros, Paper Rout y  Mew. 
Respecto a la banda Paramore y  a las catalogaciones de varios críticos sobre si  es emo, Jeremy Davis, en una entrevista en julio de 2010 comentó: «esa etiqueta ya no tiene sentido para mí». Las personas pueden decir lo que quieran, por lo que si creen que somos emotivos, lo somos. Yo creo que existe mucha emoción en nuestra música, si me preguntan qué estilo tocamos, no tengo una respuesta. Tal vez somos pop rock».

## Discografía

### Con Paramore
- 2007: Riot!
- 2009: Brand New Eyes
- 2013: Paramore